# Élan Béarnais Pau-Lacq-Orthez
Élan Béarnais Pau-Orthez – francuski zawodowy klub koszykarski z siedzibą w Pau. 
Prezesem klubu jest Didier Gadou - były zawodnik klubu, jego numer 10, z którym grał, został zastrzeżony. W zespole z Pau grał 20 lat. Jego bracia Alain i Thierry także grali w koszykówkę. Ten drugi zdobył nawet srebrny medal olimpijski w Sydney z reprezentacją Francji.